# Różopol
Różopol – osiedle w północno-wschodniej części Warszawy, w dzielnicy Białołęka.

## Opis
Osiedle położone jest przy południowo-zachodniej granicy dzielnicy, blisko ulic Modlińskiej i Trasy Toruńskiej. Jest to niewielkie osiedle zaznaczane na planach, ale nie uwzględniane np. przez Miejski System Informacji oraz TERYT i włączane do sąsiedniego Żerania. 
Jeszcze na początku XX w. Różopol był podwarszawską wsią leżącą przy trasie wylotowej z Warszawy (obecna ul. Modlińska). Była to jedyna wieś leżąca na terenie dzisiejszej dzielnicy Białołęka, która została włączona do Warszaw w 1916 roku.